# Călărași (župa)
Călărași je rumunská župa, rozkládající se při jižní hranici země ve Valašsku. Jejím hlavním městem je Călărași.

## Charakter župy
Sousedy župy Călăraşi jsou župa Constanța na východě, Ilfov a Giurgiu na západě, Ialomița na severu a Bulharská republika na jihu.
Krajina v Călărașské župě je velmi nížinná (je to součást Valašské nížiny); z jižní strany ji lemuje veletok Dunaj. Celá oblast je intenzivně zemědělsky využívána; místní zemědělská produkce tvoří okolo 3 % té celostátní. Protékají tudy řeky Argeș a Dambovița.

## Města
Okresní města:
- Călărași
- Oltenița

Ostatní města:
- Budești
- Fundulea
- Lehliu-Gară